# Filippo Balbi
Pour les articles homonymes, voir Balbi.
Filippo Balbi, né en 1806 à Naples, et mort le 27 septembre 1890 à Alatri, est un peintre italien, actif dans un style archaïque représentant des scènes allégoriques et religieuses.

## Biographie
Filippo nait à Naples et étudie à l'Académie des Beaux-Arts de sa ville natale, mais déménage à Rome. En 1844, l'une de ses premières commandes est une Madonna della Cintura pour le couvent de la Madonna della Neve à Frosinone. En 1854, il commence à peindre un plafond pour la Chartreuse de Trisulti située à Collepardo dans la province de Frosinone. Une grande partie de la production de sa vie après 1859 est pour le Certosa, dont des toiles pour l'église, des lunettes, des fresques pour la pharmacie. Il peint également une Testa anatomica (1854), située aujourd'hui au Museo di Storia della Medicina de l'université de Rome « La Sapienza ».
Il peint une Immaculée Conception (1877) pour l'église de la Consolazione à Collepardo, aujourd'hui exposée dans une chapelle de l'église paroissiale de Santissimi Salvatore. 
Filippo meurt à Alatri.

## Hommages
Sa peinture Testa Anatomica a été utilisée comme couverture dans l'album concept Twenty Hidden Bodies, créée par le groupe You Know What.